# D. M. Turner
D.M. Turner (5 de octubre de 1962 - 31 de diciembre de 1996) fue un explorador de la consciencia, se describió a sí mismo como un psiconauta y autor que escribió dos libros sobre sustancias psicoactivas. Su libro más destacado, The Essential Psychedelic Guide fue el primero de su tipo y es considerado una referencia original de los efectos subjetivos de varias sustancias psicoactivas y alteradoras de la consciencia. A pesar de no estar considerado como un científico 'serio', su trabajo y fama hicieron mucho por sacar a la luz los más oscuros psiquedélicos a la opinión pública. La investigación de Turner profundizó en la combinación de varios psiquedélicos y sus efectos sinérgicos, y en ocasiones horribles.
Su otro libro, Salvinorin habla de una sustancia singular, y mientras no pueda ser considerado un trabajo académico serio, se convierte en uno de los pocos textos generales sobre Salvia divinorum hasta la fecha.
Turner murió en la Nochevieja de 1996 después de inyectarse una cantidad indeterminada de Ketamina estando en la bañera. Se cree que murió ahogado debido a los efectos de la droga.
D.M. Turner es el pseudónimo de Joe Vivian, su apodo es una referencia a la dimetiltriptamina, más conocida como DMT. Se rumorea que su familia fue incomprensiva con sus estudios y muchos volúmenes de su obra Salvinorin fueron destruidos después de su muerte.